# Гарольд Фонсека
Гарольд Фонсека (ісп. Harold Fonseca, нар. 8 жовтня 1993, Тегусігальпа, Гондурас) — гондураський футболіст, воротар клубу «Мотагуа».
Виступав за клуб «Хутікальпа».

## Клубна кар'єра
Вихованець клубу «Мотагуа», де перебував на контракті з 2012 по 2015 роки.
2015 року виступав за команду «Хутікальпа» в складі якого провів один сезон.
У  2016 повернувся до складу «Мотагуа», кольори якого захищає й донині.

## Виступи за збірну
2016 року захищав кольори олімпійської збірної Гондурасу. У складі цієї команди провів 2 матчі. У складі збірної — учасник футбольного турніру на Олімпійських іграх 2016 року у Ріо-де-Жанейро.